# Protelencholax schleei
Protelencholax schleei (лат.) — ископаемый вид веерокрылых насекомых рода Protelencholax из семейства Elenchidae. Обнаружены в олигоценовых Доминиканских янтарях Центральной Америки (Доминиканская Республика). Предположительно, как и другие виды близких родов были паразитами насекомых (все современные виды Stylops — паразиты пчёл рода Andrena). Вместе с другими ископаемыми видами веерокрылых насекомых, такими как †Cretostylops engeli из меловых отложений (Бирманский янтарь), †Bohartilla joachimscheveni, †Myrmecolax glaesi, †Stylops neotropicallis, †Stichotrema beckeri, †Stichotrema dominicanum, †Caenocholax dominicensis и †Caenocholax brodzinskyi из Доминиканского янтаря, †Jantarostylops kinzelbachi, †Caenocholax groehni и †Palaeomyrmecolax (Palaeomyrmecolax triangulum, Palaeomyrmecolax weitschati и др.) из Балтийского янтаря являются одними из древнейших представителей всего отряда Strepsiptera в целом.
Вид был впервые описан в 1979 году палеоэнтомологом Рагнаром Кинзельбахом (Ragnar Kinzelbach). Некоторые авторы выделяют род Protelencholax в отдельное семейство Protelencholacidae  Pohl & Beutel, 2005.